# Ludger Lohmann

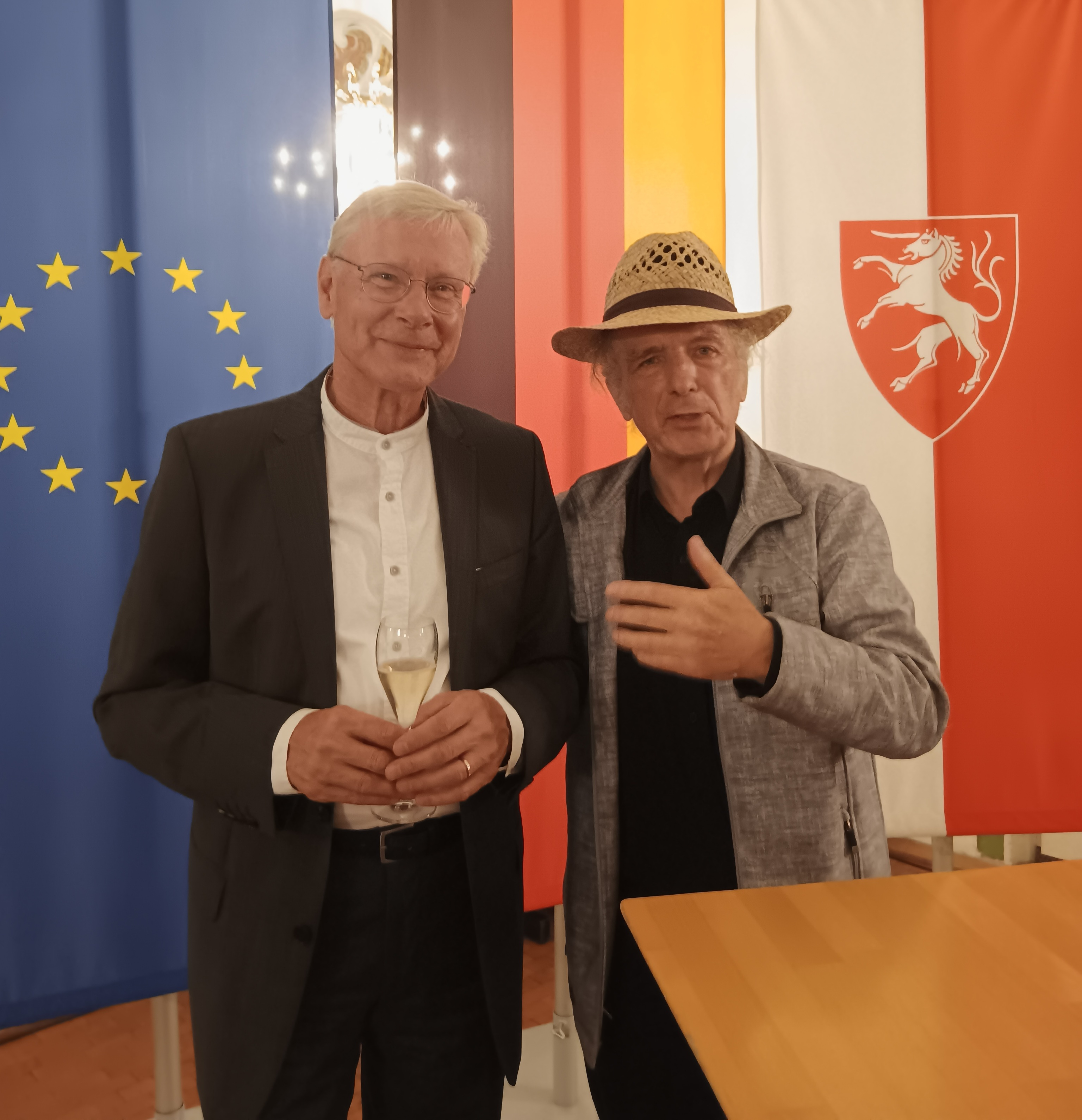
Ludger Lohmann (izquierda) durante la alabanza de Karl Maihoroff con motivo del Premio Europeo de Música Eclesiástica (2023).

Ludger Lohmann (n. 1954) en Herne, es un reconocido organista.

## Biografía
Ha ganado concursos internacionales de órgano, como el de la ARD en Múnich en 1979 y el Grand Prix de Chartres en 1982. Ha actuado en giras concertísticas por Europa, América, Japón y Korea. Desde 1983, es profesor de órgano en la Staatliche Hochschule für Musik und Darstellende Kunst, y organista de la Catedral católica St. Eberhard en Stuttgart. Es profesor invitado desde 1989 de la Escuela de Música Hartt, Universidad de Hartford, y USA senior researcher en el Centro de arte organístico de la Universidad de Gotemburgo, Suecia. Lohman también es miembro del jurado de diversos concursos internacionales y profesor de clases magistrales internacionales.